# Терская губерния
Те́рская губе́рния — губерния РСФСР, которая существовала с 1921 по 1924 год.
Сначала административным центром губернии был город Георгиевск, с сентября 1921 года — Пятигорск.

## История
Губерния образована 4 апреля 1921 года в результате преобразования Терской области, уменьшенной в размерах после создания 20 января 1921 года Горской АССР, в губернию.
В её составе утверждено пять уездов: Георгиевский, Кизлярский, Моздокский, Пятигорский, Святокрестовский.
11 августа 1921 года из состава Ставропольской губернии в состав Терской губернии был передан Святокрестовский уезд, Ачикулакский район и часть Туркменского района.
13 февраля 1924 года был образован объединённый Северо-Кавказский край с центром в городе Ростов-на-Дону, в состав вновь образованной Юго-Восточной области которого вошли Терская губерния с центром в городе Георгиевске, Кубано-Черноморская область, Донская область, Ставропольская губерния и город Грозный.
Однако уже 2 июня 1924 года Терская губерния преобразована в Терский округ в составе 16 районов, теперь уже с центром в Пятигорске.

## Комментарий
1. ↑  А не во Владикавказе, как прежняя Терская область.